# Epos 257

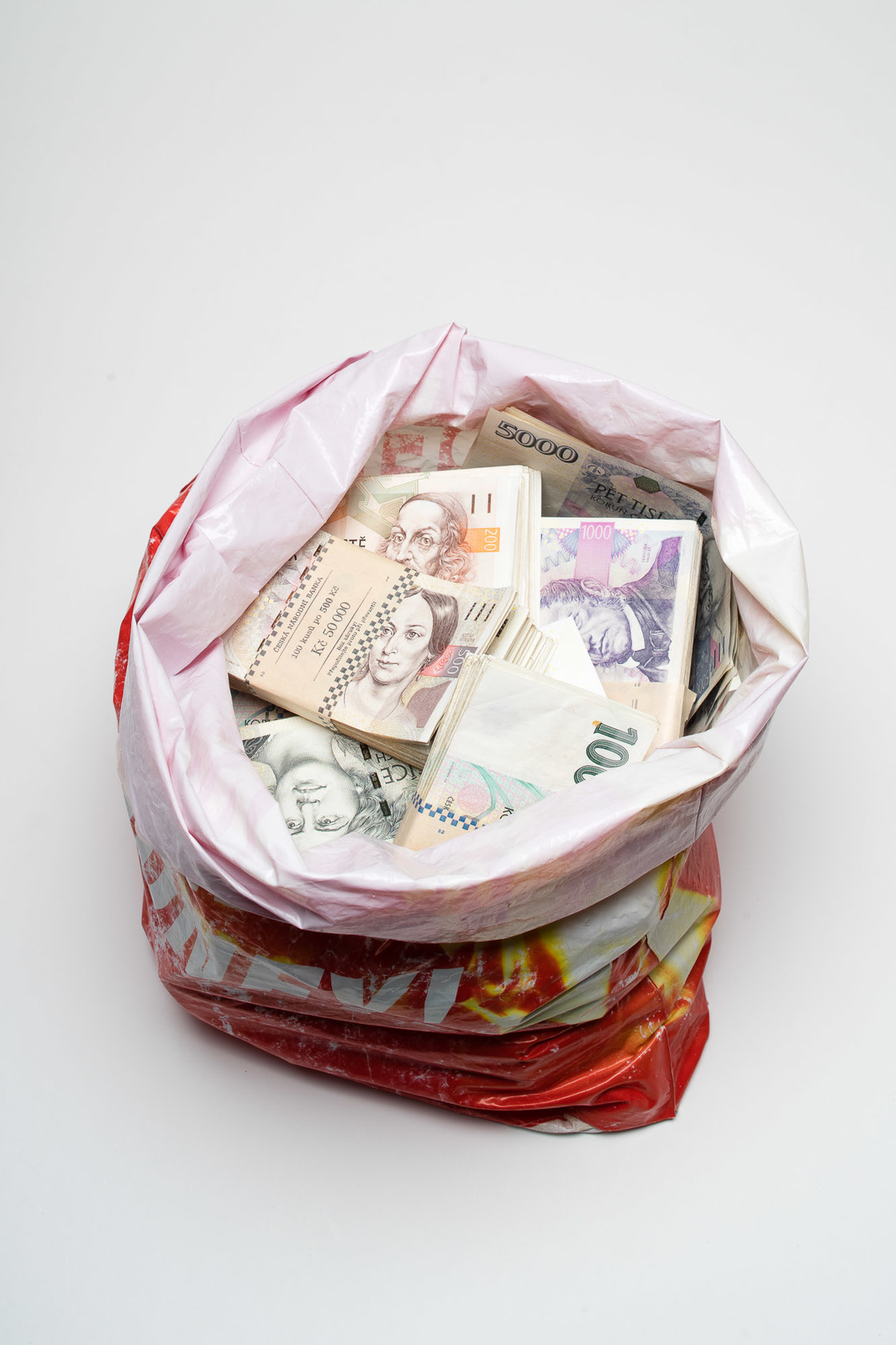
Igelitová taška s „vypranými“ bankovkami získanými během 3080 transakcí

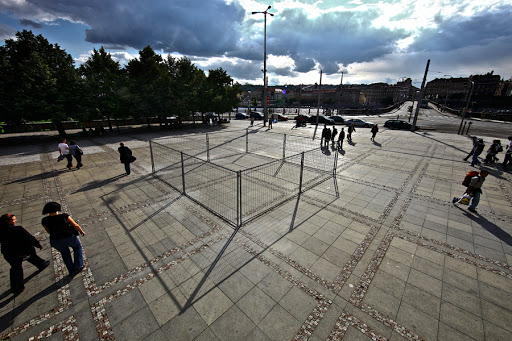
Snímek Palackého náměstí s „nesmyslným“ záborem v rámci projektu 50 metrů čtverečních veřejného prostoru.

Epos 257 (198?, Praha) je český výtvarný umělec pracující s urbanistickým prostředím a ikonografií města. Svými intervencemi často cílí na citlivá společenská témata, opakovaně se dotýká zejména problematiky veřejného prostoru.  Výtvarníkova identita dlouho zůstávala neznámá, ale jeho pravé jméno je Štěpán Soukup a je partnerem umělkyně Toy_Box.

## Život
Narozen v osmdesátých letech v Praze. Začínal jako writer, první tagy vytvořil již ve třinácti letech. K Eposovým počátkům odkazuje rovněž číslovka v jeho pseudonymu – pod číslem 257 se totiž dlouhou dobu skrýval paragraf zaměřený na poškozování cizí věci, se kterým umělec přicházel opakovaně do styku. Některé principy charakteristické pro graffiti lze ve výtvarníkově tvorbě stále vysledovat. Především jsou to invazivní charakter práce, insiderský vhled do městské krajiny a vědomý pohyb na hraně zákona nebo za ní. Epos 257 je absolventem Vysoké školy umělecko-průmyslové a členem mezioborového uskupení Ztohoven.

## Dílo
Pro uměleckou činnost Epose 257 je charakteristické zkoumání veřejného prostoru, především pak způsobu, jakým je využíván a hranice toho, co je a co není veřejné. Tvorbu ve veřejném prostředí Epos opakovaně konfrontuje s jejím institucionálním pojetím. Má za sebou pět sólových a množství kolektivních výstav doma i v zahraničí.

### Seno
Roku 2009 anonymně rozmístil po centru Prahy na třicet balíků sena způsobem, jakým se tak obvykle činí po sklizni. Jeho počin byl však (zejména bulvárními médii) následně spojován s obecným ohrožením nebo dokonce s terorismem. Po čase akci zopakoval v rámci realizace pro piazzetu Národního divadla, tentokrát však již záměrně s veškerým úředním povolením.

### 50 metrů čtverečních veřejného prostoru
V testování veřejného prostoru i v rámci vztahu s legislativou pokračoval Epos i o rok později. Tehdy plotem ohradil prostor na Palackého náměstí v Praze (na němž platí výjimka umožňující veřejná shromáždění bez ohlášení a které je tak označováno za český „Hyde Park“) o výměře padesáti metrů čtverečních. Uvnitř vymezeného místa se přitom nenacházelo ani neodehrávalo cokoliv jiného než mimo něj. Absurdní ohrada na náměstí vydržela 54 dní. Po takto dlouhé době se úřadům ozval sám umělec. Tato umělcova práce bývá spojována s poukazováním na určitou lhostejnost k zacházení s veřejným prostorem a neopodstatněnost některých omezení, která se s ním pojí.

### Portrait
Opakovaně se Epos 257 ve své činnosti věnuje také billboardům. V projektu Portrait z roku 2013 zacházel s portrétem coby tradiční výtvarnou disciplínou, když před tehdejšími prezidentskými volbami vyřízl obří tváře obou finalistů z gigantických plakátů a následně je zarámoval. Zatímco pozůstatky billboardů postrádající tváře politiků ponechal na místě, sklem opatřená zpodobnění instaloval umělec naproti sobě. Díky přirozené vlastnosti skla odrážet obraz od svého povrchu tak do tváře jednotlivých „protipólů“ vzájemně pronikal zrcadlící se obraz politického soka. Gigantickou podobiznu vítězného Miloše Zemana krátce po jeho zvolení Epos ještě umístil do Národní technické knihovny.

### Posse 228
Na podzim roku 2014 obrátil Epos svou pozornost na politické kampaně před tehdejšími komunálními volbami. Do nich se zapojil, když distribuoval letáky vybízející k ničení vizuální propagandy politiků v městském veřejném prostoru. K tomu měl sloužit jednoduchý návod na výrobu malého „granátu“ z žárovky, lepenky a barvy. Sám autor potom se svými „jednotkami“ potřísnil na stovky pražských billboardů. Již předtím Epos na billboardy pálil z ručně vyrobené zbraně. Podle vlastních slov tak odkazoval nejen na principy guerilla artu, ale i na abstraktní expresionismus a techniku drippingu.

### Retroreflexe
Jeden z nejnovějších umělcových počinů Retroreflexe je rozsáhlý a mnohovrstevnatý projekt dokončený roku 2017. Jeho ústřední část, mozaiku z 256 autentických dopravních značek, Epos umístil na fasádu domu na pražském Smíchově, v prostoru Na Knížecí. Materiál pro symbolickou mapu hlavního města přitom výtvarník získal prostřednictvím rozsáhlé výměny jednotlivých značení po celé metropoli. Víceznačný název odkazuje nejen na doslovně odrazivé vlastnosti dopravních značek, ale znovu i na spojitost obecnější – celá práce představuje reflexí umělcových výprav do útrob metropole. Výstavní část projektu se potom nacházela přímo v prostorech korza pražského Veletržního paláce – tedy na místě, které prostřednictvím rozměrné prosklené stěny nabízelo symbolický dialog s ulicí.
Celou práci posléze Epos rozšířil ještě o další rovinu, když byl vstup na výstavu podmíněn výměnou libovolné bankovky za bankovku novou. Veškeré zúčastněné peníze tak byly symbolicky „vyprány“. Akt důkladné směny kus za kus návštěvníkům nejen poodkrýval princip, na kterém byla vytvořena některá díla na výstavě, ale také je nevědomě zapojil do vzniku dalšího uměleckého díla. Sám autor totiž igelitovou tašku s nastřádaným obnosem poslal do dražby. Dílo pojmenované 3080 transakcí, které tvořily bankovky v celkové hodnotě 878 600 Kč se mu podařilo prodat za 1 100 000 korun bez aukční provize. Transakce číslo 3081 z něj tak učinila nejdražšího českého umělce mladé generace.

### Dýmová hora
Zatím posledním velkým projektem Epose 257 zůstává Dýmová hora z roku 2019 vztahující se nejrůznějšími prostředky k problematice bezdomovectví.. Podobně jako je tomu v případě Retroreflexe, byla i tato práce uskutečněna jak v institucionálním, tak zčásti přímo ve veřejném prostoru. Na stejnojmenném místě v pražském Třebešíně vytvořil Epos společně s bezdomovcem a bývalým kameníkem Marcelem památník odkazující na místní komunitu lidí bez střechny nad hlavou. V Muzeu hlavního města Prahy a posléze v Múzeu mesta Bratislavy byla v rámci projektu pro změnu prezentována rozsáhlá sbírka předmětů, které umělec během několikaletého mapování zaniklého společenství nashromáždil. Komplexní ráz projektu potom dotvořily záznamy četných rozhovorů s lidmi bez domova, nebo mezioborová konference o vyloučených městských místech a doplnit by jej měla rovněž chystaná publikace na stejné téma.

## Kontroverze
Především kvůli svým „billboardovým“ projektům byl Epos 257 opakovaně spojován s porušováním zákona. Jeho počínání před prezidentskými a komunálními volbami rovněž oživilo diskuzi ohledně etických hranic umělecké tvorby. Finanční škodu, kterou v roce 2013 vyříznutím hlav prezidentských kandidátů způsobil, však umělec majiteli billboardů v plné výši uhradil.

## Samostatné výstavy
- 2020 Dýmová hora, Múzeum mesta Bratislavy[nedostupný zdroj]
- 2019 Dýmová hora, Muzeum hlavního města Praha[9]
- 2018 Kořeny, větve, šlahouny, Trafo Gallery, Praha[9]
- 2017 Retroreflexe, Veletržní Palác – Národní galerie, Praha[9]
- 2015 Lines, PageFive, Praha[9]
- 2014 Who Cares? Dancing House Gallery, Praha[9]
- 2012 I can´t help myself, Trafo Gallery, Praha[9]

## Kolektivní výstavy
- 2017 Cultural Hijack, Archip, Praha[9]
- 2016 Resurrection, Trafo Gallery, Praha[9][ve zdroji nenalezeno]
- 2016 The Art of Urban Interference, Gallery Apollonia, Štrasburk[9]
- 2015 Bien Urban, Public Art Festival, Besançon[9]
- 2014 Politika, Urban Space Gallery, Manchester[9]
- 2014 Nad čarou, Centrum současného umění DOX, Praha[9]
- 2014 Vabanque, Galerie Českého centra v Berlíně, Berlín[9]
- 2013 Cultural Hijack, Institut of Architecture and School of Architecture AA, Londýn[9]
- 2012 Stuck on the City, Galerie hlavního města Prahy, Praha[9]
- 2011 NG 333, Národní galerie, Praha[9]
- 2011 Home, Upper Space Gallery, Manchester[9]
- 2010 Urban Inventions, Urban Art Info Gallery, Berlín[9]
- 2010 Bienále mladého umění, ZVON, Galerie hlavního města Prahy, Praha[9]
- 2010 Metropolis, Czech Pavilon Expo 2010, Šanghaj[9]
- 2008 NAMES, Street Art Festival, Trafo Gallery, Praha[9]
- 2008 Pod čarou, výstavní projekt, Hala C, Praha[9]
- 2007 Prague street art, první kolektivní street artová výstava v Čechách, Leica Gallery 28; Praha[9]
- 2007 Keep it Thoro, Galerie NoD, Praha[9]
- 2005 European Street, Gallery Du Moment, Brusel[9]

## Publikace
- 2009 About a Tree, Agarde Publishing, Praha [22]
- 2010 Olgoj Chorchoj, Agarde Publishing, Praha [23]
- 2011 Seno, Agarde Publishing, Praha [24]
- 2018 Kořeny, větve, šlahouny, Spolek Trafačka, Praha [25]

## Ocenění
- 2018 Nejkrásnější kniha o výtvarném umění, Czech Design [26]